# Biserica Greacă din Brăila

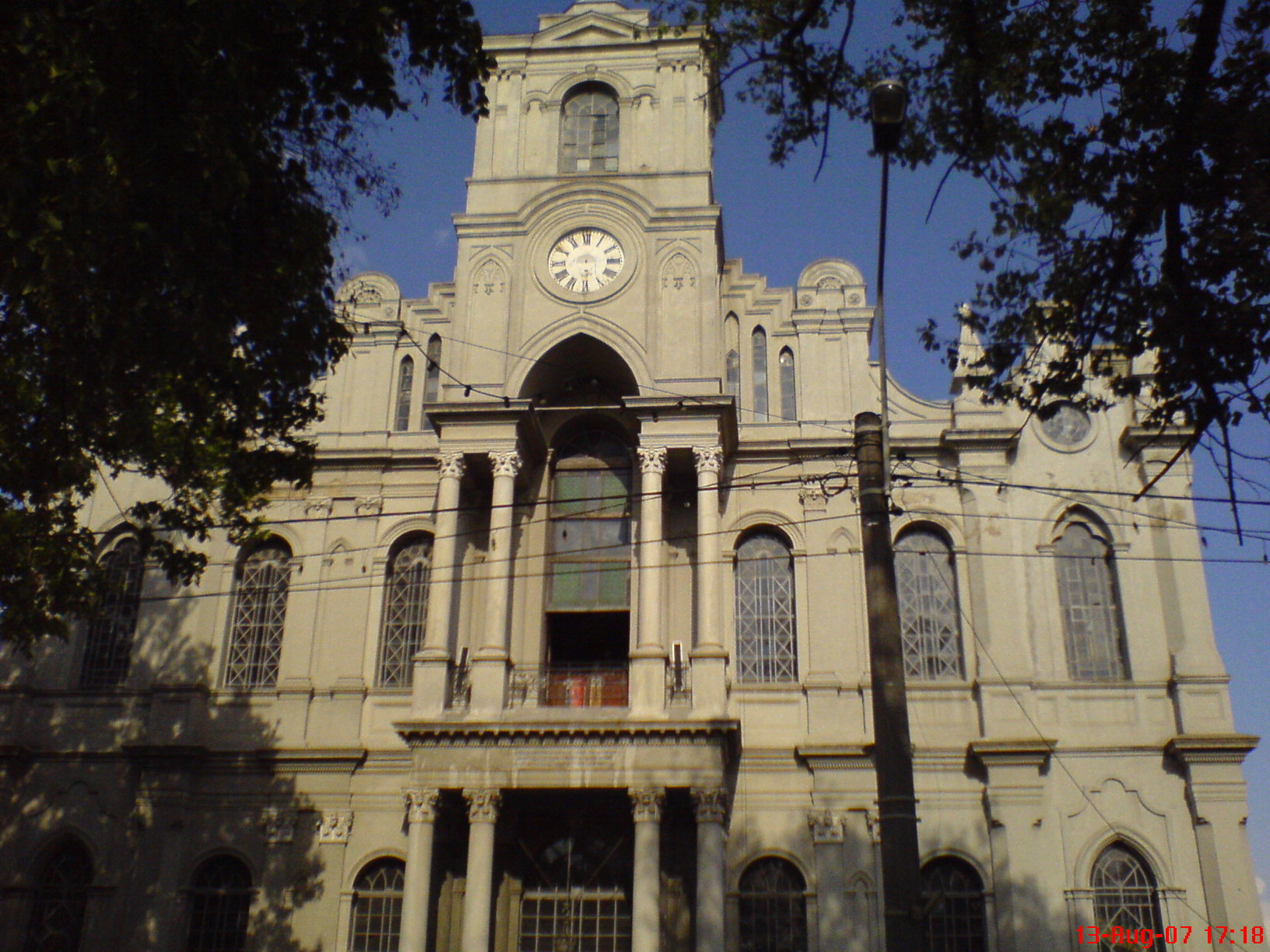

Biserica Greacă din Brăila, are hramul Buna Vestire, a fost ridicată în anii 1862-1872 cu sprijinul financiar al comunității grecilor din orașul de pe Dunăre. Are dimensiuni foarte mari, 43,40 m lungime si 21,50 m lățime, fiind ridicată după planurile arhitectului Avraam Ioanidis din Brusa. Are vitralii valoroase și păstrează picturi murale realizate în 1890 de Gheorghe Tattarescu și de Constantinos Livadas Liochis în 1900. 
Din data de 6 mai 1974, conform deciziei Episcopiei Buzăului, slujbele se țin în limba română.